# Frank Beswick
Pour les articles homonymes, voir Beswick (homonymie).
Frank Beswick, baron Beswick, (21 août 1911 - 17 août 1987) est un homme politique du parti travailliste britannique.

## Biographie
Né en 1911 à Nottingham le père de Beswick est un mineur de charbon. Il fait ses études à Nottingham puis au Working Men's College de Londres. Il est devenu journaliste et est élu au London County Council. Il est en Espagne pendant la guerre civile espagnole.
Déjà pilote qualifié, il rejoint la Réserve des Volontaires de la Royal Air Force pendant la Seconde Guerre mondiale et sert comme Sergent pilote, et est nommé pilote-officier en avril 1942 puis promu lieutenant d'aviation en octobre 1942 et lieutenant d'aviation en mars 1944. Il reste dans le RAFVR après la guerre, démissionnant de sa commission en 1952.
Beswick est élu au Parlement pour Uxbridge en 1945 et sert jusqu'en 1959. Il est l'un des observateurs britanniques aux essais atomiques de Bikini en 1946. À la suite de la défaite du Labour aux élections de 1951, il devient correspondant de l'aviation civile pour le Reynolds News, après avoir été secrétaire parlementaire du ministre de l'Aviation civile. Lorsqu'il perd son siège en 1959, il est nommé secrétaire politique de la London Co-operative Society.
Il est créé baron Beswick, de Hucknall dans le comté de Nottinghamshire, le 18 décembre 1964. Il est sous-secrétaire d'État parlementaire au Commonwealth Office à partir de 1965, puis devient whip en chef du gouvernement à la Chambre des lords en 1967. Continuant dans le rôle de whip dans l'opposition en 1970, en 1974, il est nommé ministre d'État à l'Industrie et chef adjoint de la Chambre des lords, siégeant jusqu'en 1975, puis est le premier président de British Aerospace. En 1975, il est signataire britannique de la convention portant création de l'Agence spatiale européenne.
En 1985, il ouvre le tout premier débat télévisé chez les Lords.